# 登誠一郎
登 誠一郎（のぼる せいいちろう、1942年 - ）は、日本の外交官。外務省中近東アフリカ局長、内閣官房内閣外政審議室長 、経済協力開発機構日本政府代表部特命全権大使を歴任。

## 経歴・人物
兵庫県出身。東京大学法学部卒業後、1964年に外務省入省。1990年在アメリカ合衆国日本国大使館公使。1994年ロサンジェルス総領事。1996年外務省中近東アフリカ局長。1998年内閣審議官、内閣官房内閣外政審議室長兼内閣総理大臣官房外政審議室長兼インドシナ難民対策連絡調整会議事務局長。2000年軍縮会議日本政府代表部特命全権大使。2002年経済協力開発機構日本政府代表部特命全権大使。2005年に退官後、日本政府観光局理事や、日本コングレス・コンベンション・ビューロー副会長、安保政策研究会理事を歴任。2017年瑞宝重光章受章。